# دالیبور کاروای
دالیبور کارای (زادهٔ ۲۴ ژوئیه ۱۹۸۵ در وروتکی) نوازندهٔ ویلن اهل اسلواکی و ساکن اتریش است.

## زندگی هنری
دالیبور کاروای ۲۴ ژوئیه سال ۱۹۸۵ در وروتکی کشور اسلواکی متولد شد. او از ۳ سالگی نزد پدرش، نواختن ساز ویلن را آغاز نمود و در دوران تحصیل در مدرسه ابتدایی هنر در وروتکی، چندین ضبط برای رادیو اسلواکی در براتیسلاوا انجام داد. وی تحت آموزش‌های «بوهامیل اربٍن» از «کنسرواتوار موسیقی زیلینا» فارغ‌التحصیل شد و از سال ۱۹۹۹ در کنسرواتوار وین نزد «بوریس کوشنر» به تحصیلات موسیقی خود ادامه داد. او همچنین در مسترکلاس‌های موسیقی‌دانان متعددی از جمله: «اودوارد گراچ»، «مینتسو مینتسف» و «هرمان کرببرز» شرکت نموده‌است. وی علاوه بر نوازندگی و اجرای کنسرت، در دانشگاه موسیقی و هنرهای نمایشی وین تدریس می‌کند.
او در کشورهایی چون آلمان، روسیه، سوئیس، اسپانیا و اسلواکی به عنوان سولیست با ارکسترهای متعددی فعالیت داشته‌است. وی برای نخستین بار در تیر سال ۱۳۹۴ به ایران سفر کرد و با ارکستر سمفونیک تهران به رهبری علی رهبری به اجرا پرداخت. او باردیگر در بهمن سال ۱۳۹۴ به ایران آمد و با ارکستر سمفونیک تهران به رهبری علی رهبری در جشنواره موسیقی فجر به روی صحنه رفت. در این برنامه، سونات ویلن و پیانو اثر «سزار فرانک» با نوازندگی ویلن، دالیبور کارای و پیانو بهنام ابوالقاسم در تالار وحدت اجرا شد. او همچنین یک اجرای مستقل در قالب دوئت ویلن و پیانو با همراهی بهنام ابوالقاسم برگزار نمود.

## فعالیت‌های هنری
دالیبور کاروای در طول فعالیت‌های هنری خود به عنوان تکنواز با رهبران ارکسترهای سرشناسی همچون: «لیف سیگرستام»، «آیون مارین»، «هیروایکی ایواکی»، «یاپ ون تئوایدن»، «مارک یونوفسکی»، «علی رهبری»، «رومن کوفمن»، «بنجامین والفیش»، «آندره لنارد»، «اولیور دونانی» و «لیس وروفسکی» همکاری کرده‌است.
او با ارکسترهای متعددی همچون: «ارکستر سمفونیک رادیو برلین»، «ارکستر مجلسی انگلستان»، «کامراتا سالزبورگ»، «ارکستر گروهی کانازاوا»، «فیلارمونیک چک»، «ارکستر تئاتر ملی ماینهایم»، «ارکستر سمفونیک رادیو وین»، «ارکستر مجلسی وین»، «ارکستر خلدرلاند»، «اروپایی‌های لوکزانبورگ»، «فیلارمونیک اسلواکی»، «ارکستر سمفونیک رادیو اسلواکی» و «ارکستر سمفونیک تهران» اجرا داشته‌است.
وی در سال ۲۰۱۳ کنسرتی را برای «پرنس چالرز» در ولز در کاخ ویندسور با همراهی «امتیس لاو روسترو پوویچ» اجرا کرده و بارها دعوت آکادمی بین‌المللی سوییس، «سی جی اوزارا» را پذیرفته‌است. او در سال ۱۳۹۴ در آزمون نوازندگی ارکستر سمفونیک تهران به همراه علی رهبری و امیل تاباکوف حضور داشت.

## جوایز و افتخارات
از جمله جوایز و افتخارات دالیبور کارای به موارد زیر می‌توان اشاره نمود:
- برندهٔ نشست نوازندگان جوان در کوردوبا در ۱۹۹۶
- جایزه بزرگ یوروویژن، نوازندهٔ جوان سال ۲۰۰۲ در برلین
- جایزه بین‌المللی تیبور وارگا در سوئیس در سال ۲۰۰۳
- جایزه تریبون بین‌المللی تفسیر استعدادهای درخشان جهان در سال ۲۰۰۵
- جایزه دیوید اویستراخ مسکو در سال ۲۰۰۸
- جایزه وزیر فرهنگ جمهوری اسلواکی (به دلیل عملکرد برجسته هنری و بازنمایی موفق بین‌المللی در هنر تفسیری اسلواکی) در سال ۲۰۰۹
- جایزه «جوان خلاق» در زمینه موسیقی از بنیاد تاترابانکا در سال ۲۰۱۱[۲]